# Grand Rapids (Manitoba)
Grand Rapids ist ein Ort in der kanadischen Provinz Manitoba und liegt am Nordwest-Ufer des Winnipegsees in der Nähe der Mündung des Saskatchewan Rivers. Seinen Namen hat der Ort von den Stromschnellen des Flusses kurz vor der Mündung. Früher befand sich an dem Ort der Handelsposten Fort Bourbon, als der Großteil des Ost-West-Verkehrs im heutigen Kanada über den Saskatchewan River lief und die Stromschnellen überwunden werden mussten. Seit dem Bau der Canadian Pacific Railway in den 1880ern ist diese Reise- und Handelsroute aber nicht mehr von Bedeutung und der Ort lebt vorwiegend von Fischerei und Tourismus. Das Gründungsdatum 1962 bezieht sich auf den Zeitpunkt der Erlangung des eigenen Gemeindestatus' als town. Zu den Zeiten größerer Bedeutung gab es noch keine Provinz Manitoba (gegr. 1870) und auch keinen Staat Kanada (gegr. 1867), die Gegend gehörte zu Ruperts Land und fiel damit unter die Verwaltungshoheit der Hudson’s Bay Company. Ab 1870 gehörte es zu den Nordwest-Territorien und erst mit der Grenzerweiterung von 1912 wurde es Teil von Manitoba.

## Persönlichkeiten
- Ovide Mercredi, 1991–97 Leiter der Versammlung der First Nations